# 王疇 (明朝)
王疇（1481年—？年），字叙之，號石洲，湖广武昌府崇陽縣人，軍籍。

## 生平
治《易經》，行三，由國子生中式辛酉科（1501年）湖廣鄉試第二十名舉人，年二十八歲中式正德三年（1508年）戊辰科會試第二十五名，第三甲第四十六名進士。授南京大理寺评事，历官南京大理寺署右寺正，九年（1514年）二月升江西按察司佥事，十四年五月升四川按察司副使，未赴任，七月宁王朱宸濠叛乱，被威胁随軍，宸濠兵败江中，王畴逃出。雖被御史弹劾，但仍宥其罪。嘉靖初以從逆被遣戍边。

## 家族
曾祖王铎。祖父王庭模。父王守貞，字乾亨，成化丁酉举人，官广安州知州。母张氏，继母杨氏。具庆下，兄輅、畿、玄、王甸（壬子举人、大庾知县）、節、畊、弟畹、毗、畇。